# 第5回全国陸上競技大会
第5回全国陸上競技大会（だい5かいぜんこくりくじょうきょうぎたいかい）は、1917年（大正6年）11月17日から11月18日に行われた全国陸上競技大会（後の日本陸上競技選手権大会）。
初めて東京以外の場所である鳴尾運動場で開催された。男子種目のみ行われた。

## 大会結果
|                  | 優勝                              | 優勝      | 2位                               | 2位       | 3位                                   | 3位       |
| ---------------- | --------------------------------- | --------- | --------------------------------- | --------- | ------------------------------------- | --------- |
| 100m             | 真殿三三五 鉄道省                 | 12.0      | 服部譲次 東京帝国大学             | 12.2      | 奥村良一 神戸高等商業学校             | 12.4      |
| 200m             | 奥村良一 神戸高等商業学校         | 24.4      | 朝倉銀四郎 東京帝国大学           | 24.8      | 宮本常蔵 関西学院中学部               | 25.0      |
| 400m             | 山内晋作 日本歯科医学校           | 54.4      | 野口源三郎 松本中学校教員         | 55.4      | 有田志朗 同志社大学                   | 55.8      |
| 800m             | 山内晋作 日本歯科医学校           | 2:09.0    | 沢田一郎 東京帝国大学             | 2:11.4    | 柏原重義 日本歯科医学校               | 2:15.0    |
| 1500m            | 加藤富之助 同志社大学             | 4:44.4    | 寄田博司 修道中学校               | 4:47.6    | 小出鐘之助 愛知県立第一中学校         | 4:52.6    |
| 5000m            | 小出鐘之助 愛知県立第一中学校     | 17:34.0   | 古賀貞六 関西学院大学             | 17:54.0   | 佐々木等 東京高等師範学校             | 18:16.0   |
| 10000m           | 柳田藤三郎 京都青年               | 36:18.0   | 小出鐘之助 愛知県立第一中学校     | 36:25.0   | 小川小七郎 大阪青年                   | 36:34.0   |
| 25マイルマラソン | 秋葉祐之 東京高等師範学校         | 2:38:22.5 | 三浦弥平 早稲田大学               | 2:42:27.0 | 板谷市蔵 大分青年                     | 2:42:59.0 |
| 110mハードル     | 鈴木吉雄 神戸高等商業学校         | 20.0      | 早川雄三 千葉県立高等園芸学校     | 20.2      | 有田志朗 同志社大学                   | 21.0      |
| 200mハードル     | 福井孝一 神戸高等商業学校         | 30.0      | 斉藤兼吉 東京高等師範学校         | 30.2      | 奥田祐道 天王寺師範学校卒             | 30.6      |
| 半マイルリレー   | 奥村・福井・宮本・真殿 阪神チーム | 1:41.6    | 井上・古川・浅倉・服部 東京チーム | 1:44.6    | 鈴木・森崎・中川・山田 神戸高商チーム | 1:44.6    |
| 1マイルリレー    | 宮下・浅倉・近藤・服部 東京チーム | 3:56.0    | 鈴木・阿部・土井・川原 住友ク     | 4:09.8    |                                       |           |
| 走高跳           | 沢田一郎 東京帝国大学             | 1.515     | 福井孝一 神戸高等商業学校         | 1.515     | 早川雄三 千葉県立高等園芸学校         | 1.45      |
| 立高跳           | 早川雄三 千葉県立高等園芸学校     | 1.20      | 藤井二三 神戸高等商業学校         | 1.15      | 野崎恵 兵庫県立第二神戸中学校         | 1.10      |
| 棒高跳           | 野口源三郎 松本中学校教員         | 3.00      | 竹内広三郎 東京高等師範学校       | 2.95      | 頼敬二 兵庫県立第一神戸中学校         | 2.75      |
| 走幅跳           | 服部譲次 東京帝国大学             | 5.94      | 北村栄二郎 神戸高等商業学校       | 5.93      | 斉藤兼吉 東京高等師範学校             | 5.83      |
| 立幅跳           | 藤井二三 神戸高等商業学校         | 2.74      | 福井孝一 神戸高等商業学校         | 2.68      | 北村栄二郎 神戸高等商業学校           | 2.66      |
| 砲丸投           | 中村正祐 神戸高等商業学校         | 9.37      | 日野俊夫 神戸高等商業学校         | 9.09      | 有田志朗 同志社大学                   | 8.90      |
| 円盤投           | 斉藤兼吉 東京高等師範学校         | 27.77     | 宮本常蔵 関西学院中学部           | 26.55     | 鴻沢吾老 大阪府立北野中学校           | 26.18     |
| 56ポンド重錘投   | 多田徳雄 広島師範学校卒           | 4.75      | 高幣万蔵 神戸高等商業学校         | 3.90      | 小西武蔵 神戸高等商業学校             | 3.82      |
| ハンマー投       | 日野俊夫 神戸高等商業学校         | 18.53     | 大和竜蔵 大阪高等工業学校         | 18.085    | 乾剛 大阪青年                         | 15.41     |
| やり投           | 斉藤兼吉 東京高等師範学校         | 43.80     | 多田徳雄 広島師範学校卒           | 39.78     | 小林喜三郎 神戸高等商業学校           | 35.93     |
| 野球用球投       | 松本終吉 関西学院大学             | 93.50     | 多田徳雄 広島師範学校卒           | 92.20     | 中村正祐 神戸高等商業学校             | 91.00     |
| 五種競技         | 斉藤兼吉 東京高等師範学校         | 349       | 野口源三郎 松本中学校教員         | 288       | 有田志朗 同志社大学                   | 250       |
| 十種競技         | 竹内広三郎 東京高等師範学校       | 451       | 伊藤忠雄 明治大学                 | 282       |                                       |           |